# Więzień Zendy (film 1979)
Więzień Zendy (ang. The Prisoner of Zenda) – amerykański film przygodowy z 1979 roku. Adaptacja powieści Anthoniego Hope pt. Więzień na zamku Zenda. 

## Obsada
- Peter Sellers – Rudolf IV / Rudolf V / Syd Frewin
- Lionel Jeffries – Generał Sapt
- Lynne Frederick – Księżniczka Flavia
- Elke Sommer – Hrabina
- Gregory Sierra - Hrabia
- Simon Williams – Fritz
- Jeremy Kemp – Książę Michael
- Catherine Schell – Antionette
- Stuart Wilson – Rupert of Henzau
- John Laurie – Arcybiskup
- Graham Stark – Erik